# George Veditz

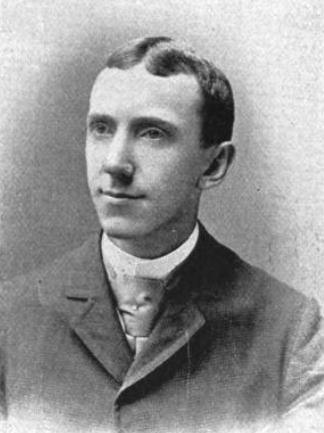
George Veditz 1898

George William Veditz (* 13. August 1861 in Baltimore, Maryland; † 12. März 1937 in Colorado) war Präsident der National Association of the Deaf (Nationale Vereinigung Gehörloser) in den Vereinigten Staaten. Er war einer der ersten, der die Amerikanische Gebärdensprache (American Sign Language, ASL) in einem Film verwendete.